# إنريكي كورينغو
إنريكي كورينغو هو اقتصادي وسياسي بيروفي، ولد في 2 يونيو 1956 في ليما في بيرو. نشط حزبياً في التحالف الثوري الشعبي الأمريكي (23 يناير 2008 – 23 يناير 2008). وقد انتخب Minister of Transportation and Communications ‏ (29 نوفمبر 2008 – 28 يوليو 2011) وانتخب وزير السكن والبناء والتطهير ‏ (20 ديسمبر 2007 – 29 نوفمبر 2008).